# Panamerikanische Spiele 1983/Teilnehmer (Uruguay)
| Gelbes Symbol für Goldmedaillen mit stilisierten Olympischen Ringen | Graues Symbol für Silbermedaillen mit stilisierten Olympischen Ringen | Braundes Symbol für Bronzemedaillen mit stilisierten Olympischen Ringen |
| ------------------------------------------------------------------- | --------------------------------------------------------------------- | ----------------------------------------------------------------------- |
| 1                                                                   | —                                                                     | 2                                                                       |

Uruguay nahm an den IX. Panamerikanischen Spielen 1983 in Caracas, Venezuela, mit einer Delegation von 41 Sportlern teil.
Die uruguayischen Sportler gewannen im Verlauf der Spiele insgesamt drei Medaillen, davon eine Goldene und zwei Bronzene.

## Teilnehmer nach Sportarten

### Fußball
- Álvaro Pérez (Rampla Juniors)
- Gualberto De los Santos (Montevideo Wanderers)
- José Batista (Cerro)
- Víctor Púa (Defensor Sporting)
- Edgardo Martirena (Atlético Fernandino)
- Vicente Rodríguez (auch als Rudy Rodríguez geführt, vereinslos)
- José L. Sosa (Nacional)
- Julio Rivadavia (Sud América)
- Ricardo Perdomo (Nacional)
- Mario Picún (Huracán Buceo)
- Juan Rabino (Progreso)
- Aprahan Yeladián (Danubio)
- Luis Heimen (Sud América)
- Miguel Peirano (Peñarol)
- José Carreño (auch als Daniel Carreño geführt, Montevideo Wanderers)
- Aldo Azzinnari (auch als Aldo Azzinari geführt, Defensor Sporting)
- Carlos Larrañaga (Bella Vista)
- Santiago Ostolaza (Bella Vista)[1]

Uruguay gewann das Fußballturnier der Panamerikanischen Spiele (Gold).

### Judo
- Nelson De Los Santos

### Leichtathletik
- Margarita Grun
- Fernando Ruocco
- Ricardo Vera
- Javier Olivar

### Radsport
- Federico Moreira
- Waldemar Correa
- Alcides Etcheverry
- Pedro Pais
- José Asconegui

### Rudern
- Javier Sayas
- Federico Aires
- Harris González
- Hugo Silva

### Schießen
- Gustavo Cadarso

### Schwimmen
- Carlos Scanavino
1500 m Freistil: 3. Platz (Bronze)
- Enrique Leite
- Rosa Ma. Silva
- Sandra Barbato

### Segeln
- Fernando Thode
Snipe: 3. Platz (Bronze)
- Alberto Demichelli
Snipe: 3. Platz (Bronze)

### Synchronschwimmen
- Azul Martorell
- Marta Sucunza